# 1540 en arts plastiques
| Années des arts plastiques : 1537 - 1538 - 1539 - 1540 - 1541 - 1542 - 1543    |
| Décennies des arts plastiques : 1510 - 1520 - 1530 - 1540 - 1550 - 1560 - 1570 |

Cette page concerne l'année 1540 en arts plastiques.

## Œuvres

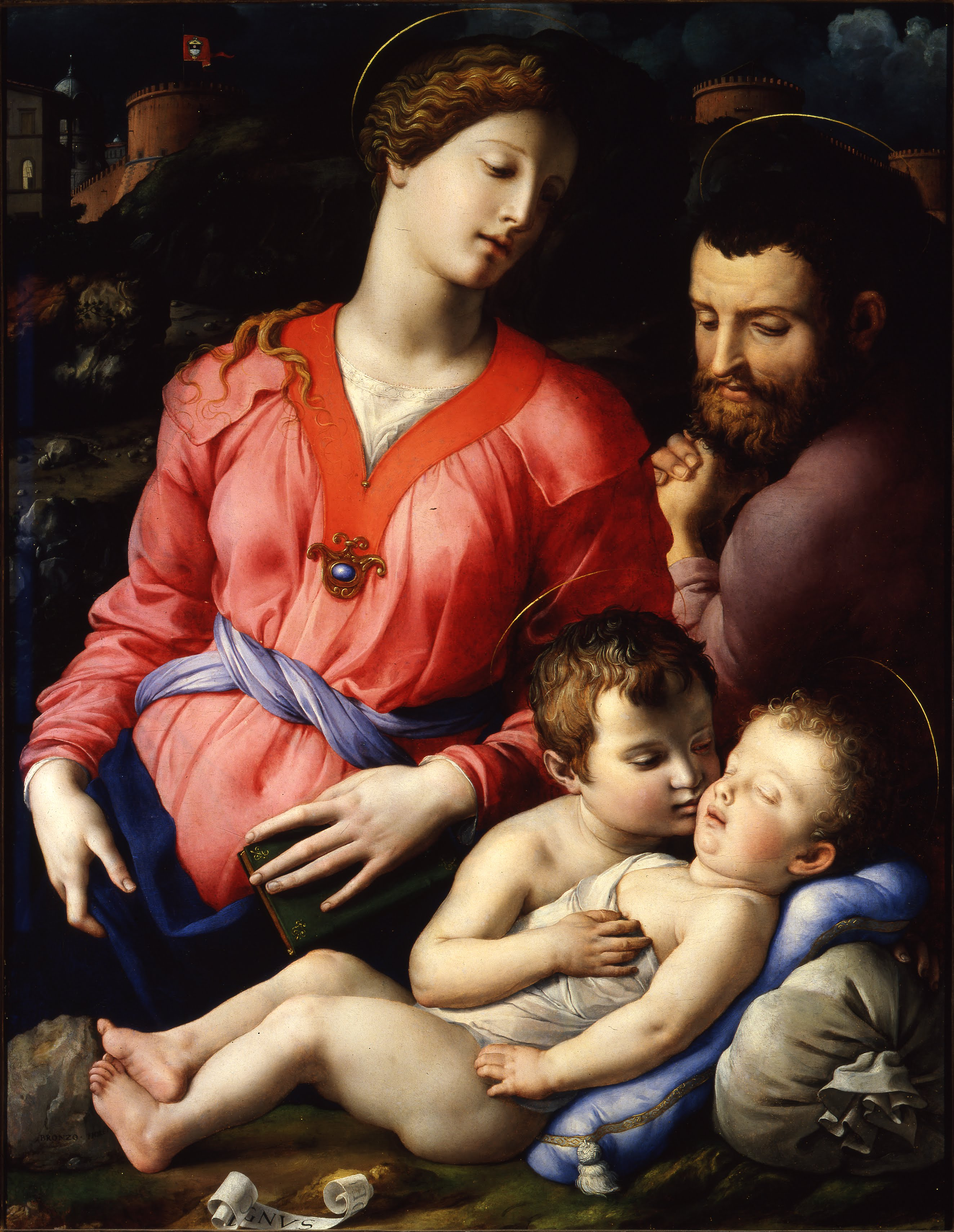
Sainte Famille avec saint Jean baptiste enfant, huile sur bois, de Bronzino.

## Naissances
- ? :
  - Juan de Ancheta, sculpteur espagnol († 30 novembre 1588),
  - Cesare Arbasia, peintre maniériste italien († 1614),
  - Giovanni Maria Baldassini, peintre italien († 1601),
  - Camillo Ballini, peintre maniériste italien († 1592),
  - Georges Boba, peintre et graveur français († 1595),
  - Francesco Brina, peintre maniériste italien († 3 mars 1586),
  - Giovanni Maria Butteri, peintre maniériste italien  († 1606),
  - Cristoforo Coriolano, né Lederer, graveur allemand († ?),
  - Raphaël Coxie, peintre de la Renaissance maniériste flamande († 1616),
  - Annibale Fontana, sculpteur et médailleur italien († 1587),
  - Simone Peterzano, peintre italien du maniérisme tardif de l'école lombarde († 1596),
  - Jean I de Saive, peintre baroque d'histoire, de scènes de genre, portraitiste et armoriste namurois († 1611),
  - Irene di Spilimbergo, peintre italienne († 15 décembre 1559),
  - Jacopo Zucchi, peintre maniériste italien († vers 1590),
- Vers 1540 :
  - Denis Calvaert, peintre flamand († 16 avril 1619),
  - Rómulo Cincinato, peintre espagnol († 1597),
  - Paolo Fiammingo, peintre flamand († 20 décembre 1596),
  - George Gower, peintre anglais († 1596),
  - Étienne de Martellange, peintre français († vers 1603),
  - Livio Modigliani, peintre italien († vers 1610),
  - Jean Ramey, peintre de la bourgeoisie liégeoise († 1603).

## Décès
- 24 août : Francesco Mazzola, dit le Parmesan, peintre et aquafortiste italien (° 11 janvier 1503),
- 14 novembre : Rosso Fiorentino (Giovanni Battista di Jacopo di Guasparre), peintre florentin (° 8 mars 1494),
- Barthel Beham, peintre et graveur allemand (° 1502),
- Bernardino da Asola, peintre italien (° 1490),
- Giulio Francia,  peintre italien de l'école bolonaise (° 20 août 1487),
- Jan van Amstel, peintre flamand (° vers 1500),
- Joos van Cleve, peintre flamand (° vers 1485),
- Vers 1540 :
  - Pietro Paolo Agabito, peintre et graveur sur bois italien (° vers 1470),
  - Michele da Verona, peintre italien de l'école véronaise (° 1470).